# Svirce (Leskovac)
Svirce je naselje u gradu Leskovcu, Jablanički upravni okrug, Srbija. Prema popisu iz 2022. godine u Svircu je živjelo 322 stanovnika.